# I liga argentyńska w piłce nożnej (1930)
Mistrzem Argentyny w roku 1930 został klub Boca Juniors, natomiast tytuł wicemistrza Argentyny zdobył klub Estudiantes La Plata. Z ligi spadły dwa ostatnie w tabeli kluby – Honor y Patria Buenos Aires i Argentino del Sud Buenos Aires. Na ich miejsce awansował klub Nueva Chicago Buenos Aires. Liga miała być zmniejszona z 36 do 35 klubów.

## Primera División

### Kolejka 1
| Data             | Mecz                                                                                                |
| ---------------- | --------------------------------------------------------------------------------------------------- |
| 23 marca 1930    | Barracas Central Buenos Aires – Almagro Buenos Aires 0:3                                            |
| 23 marca 1930    | Gimnasia y Esgrima La Plata – Defensores de Belgrano Buenos Aires 4:0                               |
| 23 marca 1930    | CA Vélez Sarsfield – Chacarita Juniors 2:3                                                          |
| 23 marca 1930    | Talleres Remedios de Escalada – Argentino del Sud Buenos Aires 1:0                                  |
| 23 marca 1930    | CA Estudiantes – Club Atlético Lanús 0:3                                                            |
| 23 marca 1930    | Sportivo Barracas Buenos Aires – San Lorenzo de Almagro 3:1 Marascci, Cruz, Landolfi – Diego García |
| 23 marca 1930    | River Plate – San Fernando Buenos Aires 0:0                                                         |
| 23 marca 1930    | Racing Club de Avellaneda – CS Palermo 5:2                                                          |
| 23 marca 1930    | Quilmes Athletic Buenos Aires – Excursionistas Buenos Aires 0:2                                     |
| 23 marca 1930    | Argentinos Juniors – Independiente 1:3                                                              |
| 23 marca 1930    | Club El Porvenir – Ferro Carril Oeste 2:1 Alejandro N. de los Santos k, Arturo Naveira – ?          |
| 23 marca 1930    | Honor y Patria Buenos Aires – CA Banfield 2:1                                                       |
| 23 marca 1930    | Atlanta Buenos Aires – Estudiantil Porteño Buenos Aires 3:2                                         |
| 23 marca 1930    | CA Platense – Estudiantes La Plata 5:2                                                              |
| 23 marca 1930    | Colegiales Buenos Aires – Club Argentino de Banfield 0:1                                            |
| 17 kwietnia 1930 | San Isidro Buenos Aires – Argentino de CA Argentino de Quilmes 0:0                                  |
| 29 maja 1930     | CA Huracán – Boca Juniors 1:2 Cesáreo Onzari – Manuel Fleitas Solich, Mario Evaristo                |
| 19 czerwca 1930  | CA Tigre – Sportivo Buenos Aires 1:0                                                                |

### Kolejka 2
| Data             | Mecz                                                                               |
| ---------------- | ---------------------------------------------------------------------------------- |
| 30 marca 1930    | Colegiales Buenos Aires – Barracas Central Buenos Aires 2:2                        |
| 30 marca 1930    | Club Argentino de Banfield – CA Platense 2:0                                       |
| 30 marca 1930    | Boca Juniors – CA Tigre 2:1 Roberto Cherro (2) – Bernabé Ferreyra                  |
| 30 marca 1930    | Sportivo Buenos Aires – Argentinos Juniors 1:0                                     |
| 30 marca 1930    | Independiente – Quilmes Athletic Buenos Aires 4:1                                  |
| 30 marca 1930    | Excursionistas Buenos Aires – San Isidro Buenos Aires 0:2                          |
| 30 marca 1930    | CS Palermo – River Plate 1:2 ? – Debatte, Giglio                                   |
| 30 marca 1930    | San Lorenzo de Almagro – CA Estudiantes 0:0                                        |
| 30 marca 1930    | Club Atlético Lanús – Talleres Remedios de Escalada 1:2                            |
| 30 marca 1930    | Chacarita Juniors – Gimnasia y Esgrima La Plata 1:0                                |
| 30 marca 1930    | Defensores de Belgrano Buenos Aires – Almagro Buenos Aires 3:1                     |
| 17 kwietnia 1930 | Estudiantes La Plata – Atlanta Buenos Aires 4:1                                    |
| 17 kwietnia 1930 | Estudiantil Porteño Buenos Aires – Honor y Patria Buenos Aires 1:2                 |
| 17 kwietnia 1930 | CA Banfield – Club El Porvenir 1:2 ? – Arturo Naveira (2)                          |
| 17 kwietnia 1930 | San Fernando Buenos Aires – Sportivo Barracas Buenos Aires 1:1                     |
| 17 kwietnia 1930 | Argentino del Sud Buenos Aires – CA Vélez Sarsfield 1:6                            |
| 29 maja 1930     | Argentino de CA Argentino de Quilmes – Racing Club de Avellaneda 1:1 P. Maseda – ? |
| 19 czerwca 1930  | Ferro Carril Oeste – CA Huracán 3:1                                                |

### Kolejka 3
| Data             | Mecz                                                                        |
| ---------------- | --------------------------------------------------------------------------- |
| 6 kwietnia 1930  | Barracas Central Buenos Aires – Defensores de Belgrano Buenos Aires 3:1     |
| 6 kwietnia 1930  | Almagro Buenos Aires – Chacarita Juniors 0:1                                |
| 6 kwietnia 1930  | Gimnasia y Esgrima La Plata – Argentino del Sud Buenos Aires 4:0            |
| 6 kwietnia 1930  | CA Vélez Sarsfield – Club Atlético Lanús 1:0                                |
| 6 kwietnia 1930  | Talleres Remedios de Escalada – San Lorenzo de Almagro 2:2                  |
| 6 kwietnia 1930  | CA Estudiantes – San Fernando Buenos Aires 0:2                              |
| 6 kwietnia 1930  | Sportivo Barracas Buenos Aires – CS Palermo 1:1                             |
| 6 kwietnia 1930  | River Plate – Argentino de CA Argentino de Quilmes 1:0 Debatte              |
| 6 kwietnia 1930  | Racing Club de Avellaneda – Excursionistas Buenos Aires 3:0                 |
| 6 kwietnia 1930  | San Isidro Buenos Aires – Independiente 0:3                                 |
| 6 kwietnia 1930  | Quilmes Athletic Buenos Aires – Sportivo Buenos Aires 3:2                   |
| 6 kwietnia 1930  | CA Tigre – Ferro Carril Oeste 4:2                                           |
| 6 kwietnia 1930  | CA Huracán – CA Banfield 6:0                                                |
| 6 kwietnia 1930  | Club El Porvenir – Estudiantil Porteño Buenos Aires 0:3                     |
| 6 kwietnia 1930  | Honor y Patria Buenos Aires – Estudiantes La Plata 2:4                      |
| 6 kwietnia 1930  | Atlanta Buenos Aires – Club Argentino de Banfield 1:1                       |
| 6 kwietnia 1930  | CA Platense – Colegiales Buenos Aires 2:1                                   |
| 2 listopada 1930 | Argentinos Juniors – Boca Juniors 1:1 Pedro Arico Suárez s – Donato Penella |

### Kolejka 4
| Data             | Mecz |
| ---------------- | --- |
| 13 kwietnia 1930 | CA Platense – Barracas Central Buenos Aires 2:0                                                                              |
| 13 kwietnia 1930 | Colegiales Buenos Aires – Atlanta Buenos Aires 1:1                                                                           |
| 13 kwietnia 1930 | Club Argentino de Banfield – Honor y Patria Buenos Aires 1:1                                                                 |
| 13 kwietnia 1930 | Estudiantes La Plata – Club El Porvenir 7:0                                                                                  |
| 13 kwietnia 1930 | Estudiantil Porteño Buenos Aires – CA Huracán 0:1                                                                            |
| 13 kwietnia 1930 | CA Banfield – CA Tigre 1:2                                                                                                   |
| 13 kwietnia 1930 | Ferro Carril Oeste – Argentinos Juniors 2:0                                                                                  |
| 13 kwietnia 1930 | Boca Juniors – Quilmes Athletic Buenos Aires 3:4 Mario Evaristo, Esteban Kuko, Donato Penella – Quadrio, Vázquez (2) Mandile |
| 13 kwietnia 1930 | Sportivo Buenos Aires – San Isidro Buenos Aires 6:0                                                                          |
| 13 kwietnia 1930 | Independiente – Racing Club de Avellaneda 3:1                                                                                |
| 13 kwietnia 1930 | Excursionistas Buenos Aires – River Plate 2:3 ?, ? – Dapit, Vicente Locasso, Debatte                                         |
| 13 kwietnia 1930 | Argentino de CA Argentino de Quilmes – Sportivo Barracas Buenos Aires 4:2                                                    |
| 13 kwietnia 1930 | CS Palermo – CA Estudiantes 1:1                                                                                              |
| 13 kwietnia 1930 | San Fernando Buenos Aires – Talleres Remedios de Escalada 0:4                                                                |
| 13 kwietnia 1930 | San Lorenzo de Almagro – CA Vélez Sarsfield 1:1                                                                              |
| 13 kwietnia 1930 | Club Atlético Lanús – Gimnasia y Esgrima La Plata 2:1                                                                        |
| 13 kwietnia 1930 | Argentino del Sud Buenos Aires – Almagro Buenos Aires 2:3                                                                    |
| 13 kwietnia 1930 | Chacarita Juniors – Defensores de Belgrano Buenos Aires 2:0                                                                  |

### Kolejka 5
| Data             | Mecz                                                                                                 |
| ---------------- | --- |
| 20 kwietnia 1930 | Barracas Central Buenos Aires – Chacarita Juniors 1:0                                                |
| 20 kwietnia 1930 | Defensores de Belgrano Buenos Aires – Argentino del Sud Buenos Aires 1:1                             |
| 20 kwietnia 1930 | Almagro Buenos Aires – Club Atlético Lanús 0:0                                                       |
| 20 kwietnia 1930 | Gimnasia y Esgrima La Plata – San Lorenzo de Almagro 3:1                                             |
| 20 kwietnia 1930 | CA Vélez Sarsfield – San Fernando Buenos Aires 4:1                                                   |
| 20 kwietnia 1930 | Talleres Remedios de Escalada – CS Palermo 2:1                                                       |
| 20 kwietnia 1930 | CA Estudiantes – Argentino de CA Argentino de Quilmes 2:2                                            |
| 20 kwietnia 1930 | Sportivo Barracas Buenos Aires – Excursionistas Buenos Aires 0:1                                     |
| 20 kwietnia 1930 | River Plate – Independiente 1:1 Ganduglia                                                            |
| 20 kwietnia 1930 | Racing Club de Avellaneda – Sportivo Buenos Aires 1:0                                                |
| 20 kwietnia 1930 | San Isidro Buenos Aires – Boca Juniors 0:4 Donato Penella, Roberto Cherro (2), Manuel Fleitas Solich |
| 20 kwietnia 1930 | Quilmes Athletic Buenos Aires – Ferro Carril Oeste 4:1                                               |
| 20 kwietnia 1930 | Argentinos Juniors – CA Banfield 3:2                                                                 |
| 20 kwietnia 1930 | CA Tigre – Estudiantil Porteño Buenos Aires 3:1                                                      |
| 20 kwietnia 1930 | CA Huracán – Estudiantes La Plata 1:3                                                                |
| 20 kwietnia 1930 | Club El Porvenir – Club Argentino de Banfield 1:0 Alejandro N. de los Santos                         |
| 20 kwietnia 1930 | Honor y Patria Buenos Aires – Colegiales Buenos Aires 0:0                                            |
| 20 kwietnia 1930 | Atlanta Buenos Aires – CA Platense 1:3                                                               |

### Kolejka 6
| Data             | Mecz                                                                                     |
| ---------------- | ---------------------------------------------------------------------------------------- |
| 27 kwietnia 1930 | CA Platense – Honor y Patria Buenos Aires 3:1                                            |
| 27 kwietnia 1930 | Club Argentino de Banfield – CA Huracán 1:1                                              |
| 27 kwietnia 1930 | Estudiantes La Plata – CA Tigre 2:1                                                      |
| 27 kwietnia 1930 | Estudiantil Porteño Buenos Aires – Argentinos Juniors 2:1                                |
| 27 kwietnia 1930 | CA Banfield – Quilmes Athletic Buenos Aires 1:3                                          |
| 27 kwietnia 1930 | Ferro Carril Oeste – San Isidro Buenos Aires 3:0                                         |
| 27 kwietnia 1930 | Boca Juniors – Racing Club de Avellaneda 0:0                                             |
| 27 kwietnia 1930 | CS Palermo – CA Vélez Sarsfield 3:3                                                      |
| 27 kwietnia 1930 | San Fernando Buenos Aires – Gimnasia y Esgrima La Plata 2:1                              |
| 29 maja 1930     | Atlanta Buenos Aires – Barracas Central Buenos Aires 0:2                                 |
| 29 maja 1930     | Colegiales Buenos Aires – Club El Porvenir 3:1 ?, ? – José Gurrutchague                  |
| 29 maja 1930     | Sportivo Buenos Aires – River Plate 1:4 ? – Granara Costa (2), Debatte, Ganduglia        |
| 29 maja 1930     | Independiente – Sportivo Barracas Buenos Aires 0:0                                       |
| 29 maja 1930     | Excursionistas Buenos Aires – CA Estudiantes 2:1                                         |
| 29 maja 1930     | San Lorenzo de Almagro – Almagro Buenos Aires 2:0                                        |
| 29 maja 1930     | Club Atlético Lanús – Defensores de Belgrano Buenos Aires 4:2                            |
| 29 maja 1930     | Argentino del Sud Buenos Aires – Chacarita Juniors 1:3 Róscolo – Benavídez(2), Stochetti |
| 19 czerwca 1930  | Argentino de CA Argentino de Quilmes – Talleres Remedios de Escalada 1:2                 |

### Kolejka 7
| Data        | Mecz                                                                                  |
| ----------- | ------------------------------------------------------------------------------------- |
| 4 maja 1930 | Barracas Central Buenos Aires – Argentino del Sud Buenos Aires 5:1                    |
| 4 maja 1930 | Chacarita Juniors – Club Atlético Lanús 3:1                                           |
| 4 maja 1930 | Defensores de Belgrano Buenos Aires – San Lorenzo de Almagro 0:1                      |
| 4 maja 1930 | Almagro Buenos Aires – San Fernando Buenos Aires 3:2                                  |
| 4 maja 1930 | Gimnasia y Esgrima La Plata – CS Palermo 4:1                                          |
| 4 maja 1930 | CA Vélez Sarsfield – Argentino de CA Argentino de Quilmes 2:1                         |
| 4 maja 1930 | Talleres Remedios de Escalada – Excursionistas Buenos Aires 1:0                       |
| 4 maja 1930 | CA Estudiantes – Independiente 1:1                                                    |
| 4 maja 1930 | Sportivo Barracas Buenos Aires – Sportivo Buenos Aires 2:1                            |
| 4 maja 1930 | River Plate – Boca Juniors 3:2 Ganduglia (2), Vicente Locasso – Domingo Tarasconi (2) |
| 4 maja 1930 | Racing Club de Avellaneda – Ferro Carril Oeste 7:2                                    |
| 4 maja 1930 | San Isidro Buenos Aires – CA Banfield 3:0                                             |
| 4 maja 1930 | Quilmes Athletic Buenos Aires – Estudiantil Porteño Buenos Aires 2:1                  |
| 4 maja 1930 | Argentinos Juniors – Estudiantes La Plata 1:1                                         |
| 4 maja 1930 | CA Tigre – Club Argentino de Banfield 4:0                                             |
| 4 maja 1930 | CA Huracán – Colegiales Buenos Aires 2:1                                              |
| 4 maja 1930 | Club El Porvenir – CA Platense 1:4 Arturo Naveira – García, Quilindro, M. García (2)  |
| 4 maja 1930 | Honor y Patria Buenos Aires – Atlanta Buenos Aires 1:2                                |

### Kolejka 8
| Data         | Mecz |
| ------------ | --- |
| 18 maja 1930 | Honor y Patria Buenos Aires – Barracas Central Buenos Aires 2:2                                                    |
| 18 maja 1930 | Atlanta Buenos Aires – Club El Porvenir 1:2 ? – Mario L. Lenders, Arturo Naveira                                   |
| 18 maja 1930 | CA Platense – CA Huracán 2:2                                                                                       |
| 18 maja 1930 | Colegiales Buenos Aires – CA Tigre 1:0                                                                             |
| 18 maja 1930 | Club Argentino de Banfield – Argentinos Juniors 1:1                                                                |
| 18 maja 1930 | Estudiantes La Plata – Quilmes Athletic Buenos Aires 3:1                                                           |
| 18 maja 1930 | Estudiantil Porteño Buenos Aires – San Isidro Buenos Aires 5:3                                                     |
| 18 maja 1930 | CA Banfield – Racing Club de Avellaneda 1:0                                                                        |
| 18 maja 1930 | Ferro Carril Oeste – River Plate 1:0                                                                               |
| 18 maja 1930 | Boca Juniors – Sportivo Barracas Buenos Aires 2:1 Roberto Cherro (2) – Semino                                      |
| 18 maja 1930 | Sportivo Buenos Aires – CA Estudiantes 2:1                                                                         |
| 18 maja 1930 | Independiente – Talleres Remedios de Escalada 4:1                                                                  |
| 18 maja 1930 | Excursionistas Buenos Aires – CA Vélez Sarsfield 0:2                                                               |
| 18 maja 1930 | Argentino de CA Argentino de Quilmes – Gimnasia y Esgrima La Plata 2:1 mecz przerwany w 61 minucie – niedokończony |
| 18 maja 1930 | CS Palermo – Almagro Buenos Aires 3:0                                                                              |
| 18 maja 1930 | San Fernando Buenos Aires – Defensores de Belgrano Buenos Aires 3:0                                                |
| 18 maja 1930 | San Lorenzo de Almagro – Chacarita Juniors 0:0                                                                     |
| 18 maja 1930 | Club Atlético Lanús – Argentino del Sud Buenos Aires 6:0                                                           |

### Kolejka 9
| Data            | Mecz |
| --------------- | --- |
| 1 czerwca 1930  | Almagro Buenos Aires – Argentino de CA Argentino de Quilmes 4:3                                                  |
| 1 czerwca 1930  | Gimnasia y Esgrima La Plata – Excursionistas Buenos Aires 0:0                                                    |
| 1 czerwca 1930  | CA Vélez Sarsfield – Independiente 0:0                                                                           |
| 1 czerwca 1930  | CA Estudiantes – Boca Juniors 1:3 A. García – Manuel Fleitas Solich, Esteban Kuko, Domingo Tarasconi             |
| 1 czerwca 1930  | San Isidro Buenos Aires – Estudiantes La Plata 2:1                                                               |
| 1 czerwca 1930  | Argentinos Juniors – Colegiales Buenos Aires 4:1                                                                 |
| 1 czerwca 1930  | CA Tigre – CA Platense 2:2                                                                                       |
| 1 czerwca 1930  | CA Huracán – Atlanta Buenos Aires 6:0                                                                            |
| 19 czerwca 1930 | Barracas Central Buenos Aires – Club Atlético Lanús 1:2                                                          |
| 19 czerwca 1930 | Argentino del Sud Buenos Aires – San Lorenzo de Almagro 1:6                                                      |
| 19 czerwca 1930 | Chacarita Juniors – San Fernando Buenos Aires 0:2                                                                |
| 19 czerwca 1930 | Defensores de Belgrano Buenos Aires – CS Palermo 1:1                                                             |
| 19 czerwca 1930 | River Plate – CA Banfield 1:0 López s                                                                            |
| 19 czerwca 1930 | Racing Club de Avellaneda – Estudiantil Porteño Buenos Aires 3:1                                                 |
| 19 czerwca 1930 | Quilmes Athletic Buenos Aires – Club Argentino de Banfield 3:0                                                   |
| 19 czerwca 1930 | Club El Porvenir – Honor y Patria Buenos Aires 4:0 Arturo Naveira, Mario Lenders (2), Alejnadro N. de los Santos |
| 28 grudnia 1930 | Talleres Remedios de Escalada – Sportivo Buenos Aires 2:3                                                        |
| 6 stycznia 1931 | Sportivo Barracas Buenos Aires – Ferro Carril Oeste 1:2                                                          |

### Kolejka 10
| Data             | Mecz                                                                                                  |
| ---------------- | --- |
| 8 czerwca 1930   | Honor y Patria Buenos Aires – CA Huracán 1:2                                                          |
| 8 czerwca 1930   | Atlanta Buenos Aires – CA Tigre 0:4                                                                   |
| 8 czerwca 1930   | CA Platense – Argentinos Juniors 3:0                                                                  |
| 8 czerwca 1930   | Colegiales Buenos Aires – Quilmes Athletic Buenos Aires 2:3                                           |
| 8 czerwca 1930   | Club Argentino de Banfield – San Isidro Buenos Aires 1:1                                              |
| 8 czerwca 1930   | Estudiantes La Plata – Racing Club de Avellaneda 0:1                                                  |
| 8 czerwca 1930   | Estudiantil Porteño Buenos Aires – River Plate 1:1 ? – Debatte                                        |
| 8 czerwca 1930   | CA Banfield – Sportivo Barracas Buenos Aires 3:1                                                      |
| 8 czerwca 1930   | Ferro Carril Oeste – CA Estudiantes 3:2                                                               |
| 8 czerwca 1930   | Boca Juniors – Talleres Remedios de Escalada 2:0 Mario Evaristo, Domingo Tarasconi                    |
| 8 czerwca 1930   | Sportivo Buenos Aires – CA Vélez Sarsfield 0:1                                                        |
| 8 czerwca 1930   | Independiente – Gimnasia y Esgrima La Plata 2:2                                                       |
| 8 czerwca 1930   | CS Palermo – Chacarita Juniors 1:1 mecz został przerwany – punkty przyznano klubowi Chacarita Juniors |
| 8 czerwca 1930   | San Fernando Buenos Aires – Argentino del Sud Buenos Aires 3:1                                        |
| 8 czerwca 1930   | San Lorenzo de Almagro – Club Atlético Lanús 5:1                                                      |
| 19 czerwca 1930  | Excursionistas Buenos Aires – Almagro Buenos Aires 0:0                                                |
| 2 listopada 1930 | Club El Porvenir – Barracas Central Buenos Aires 3:0 Arturo Naveira (2), Chozas                       |
| 2 listopada 1930 | Argentino de CA Argentino de Quilmes – Defensores de Belgrano Buenos Aires 0:3                        |

### Kolejka 11
| Data             | Mecz                                                                                 |
| ---------------- | ------------------------------------------------------------------------------------ |
| 15 czerwca 1930  | Barracas Central Buenos Aires – San Lorenzo de Almagro 0:3                           |
| 15 czerwca 1930  | Club Atlético Lanús – San Fernando Buenos Aires 2:2                                  |
| 15 czerwca 1930  | Argentino del Sud Buenos Aires – CS Palermo 0:2                                      |
| 15 czerwca 1930  | Defensores de Belgrano Buenos Aires – Excursionistas Buenos Aires 0:1                |
| 15 czerwca 1930  | Almagro Buenos Aires – Independiente 0:1                                             |
| 15 czerwca 1930  | Gimnasia y Esgrima La Plata – Sportivo Buenos Aires 3:0                              |
| 15 czerwca 1930  | CA Vélez Sarsfield – Boca Juniors 1:3 Quiroga – Roberto Cherro (2), Antonio Alberino |
| 15 czerwca 1930  | Talleres Remedios de Escalada – Ferro Carril Oeste 1:0                               |
| 15 czerwca 1930  | CA Estudiantes – CA Banfield 0:1                                                     |
| 15 czerwca 1930  | River Plate – Estudiantes La Plata 0:2                                               |
| 15 czerwca 1930  | Racing Club de Avellaneda – Club Argentino de Banfield 2:0                           |
| 15 czerwca 1930  | San Isidro Buenos Aires – Colegiales Buenos Aires 0:0                                |
| 15 czerwca 1930  | Quilmes Athletic Buenos Aires – CA Platense 4:0                                      |
| 15 czerwca 1930  | Argentinos Juniors – Atlanta Buenos Aires 3:0                                        |
| 15 czerwca 1930  | CA Tigre – Honor y Patria Buenos Aires 1:1                                           |
| 15 czerwca 1930  | CA Huracán – Club El Porvenir 3:1 ?, ? – Mario Artel                                 |
| 2 listopada 1930 | Sportivo Barracas Buenos Aires – Estudiantil Porteño Buenos Aires 1:4                |
| 5 kwietnia 1931  | Chacarita Juniors – Argentino de CA Argentino de Quilmes 5:1                         |

### Kolejka 12
| Data            | Mecz |
| --------------- | --- |
| 22 czerwca 1930 | CA Huracán – Barracas Central Buenos Aires 5:1 |
| 22 czerwca 1930 | Club El Porvenir – CA Tigre 1:1 Alejandro N. de los Santos – ?                                                                                      |
| 22 czerwca 1930 | Honor y Patria Buenos Aires – Argentinos Juniors 0:1                                                                                                |
| 22 czerwca 1930 | Atlanta Buenos Aires – Quilmes Athletic Buenos Aires 4:1                                                                                            |
| 22 czerwca 1930 | CA Platense – San Isidro Buenos Aires 2:0 |
| 22 czerwca 1930 | Colegiales Buenos Aires – Racing Club de Avellaneda 1:2                                                                                             |
| 22 czerwca 1930 | Club Argentino de Banfield – River Plate 0:2 Gondar, Vicente Locasso                                                                                |
| 22 czerwca 1930 | Estudiantes La Plata – Sportivo Barracas Buenos Aires 5:2                                                                                           |
| 22 czerwca 1930 | Estudiantil Porteño Buenos Aires – CA Estudiantes 5:2                                                                                               |
| 22 czerwca 1930 | CA Banfield – Talleres Remedios de Escalada 0:2 |
| 22 czerwca 1930 | Ferro Carril Oeste – CA Vélez Sarsfield 0:0 |
| 22 czerwca 1930 | Boca Juniors – Gimnasia y Esgrima La Plata 6:1 Domingo Tarasconi, Manuel Fleitas Solich (2), Roberto Cherro (2), Donato Penella – Francisco Varallo |
| 22 czerwca 1930 | Sportivo Buenos Aires – Almagro Buenos Aires 1:0 |
| 22 czerwca 1930 | Independiente – Defensores de Belgrano Buenos Aires 2:3                                                                                             |
| 22 czerwca 1930 | Excursionistas Buenos Aires – Chacarita Juniors 1:3                                                                                                 |
| 22 czerwca 1930 | Argentino de CA Argentino de Quilmes – Argentino del Sud Buenos Aires 1:1                                                                           |
| 22 czerwca 1930 | CS Palermo – Club Atlético Lanús 0:0 |
| 22 czerwca 1930 | San Fernando Buenos Aires – San Lorenzo de Almagro 1:2                                                                                              |

### Kolejka 13
| Data             | Mecz                                                                              |
| ---------------- | --------------------------------------------------------------------------------- |
| 29 czerwca 1930  | Barracas Central Buenos Aires – San Fernando Buenos Aires 2:3                     |
| 29 czerwca 1930  | San Lorenzo de Almagro – CS Palermo 4:0                                           |
| 29 czerwca 1930  | Club Atlético Lanús – Argentino de CA Argentino de Quilmes 0:0                    |
| 29 czerwca 1930  | Chacarita Juniors – Independiente 0:3                                             |
| 29 czerwca 1930  | Defensores de Belgrano Buenos Aires – Sportivo Buenos Aires 1:2                   |
| 29 czerwca 1930  | Almagro Buenos Aires – Boca Juniors 1:3 Rabanal – Mario Evaristo (3)              |
| 29 czerwca 1930  | Gimnasia y Esgrima La Plata – Ferro Carril Oeste 0:1                              |
| 29 czerwca 1930  | CA Vélez Sarsfield – CA Banfield 4:0                                              |
| 29 czerwca 1930  | Talleres Remedios de Escalada – Estudiantil Porteño Buenos Aires 2:1              |
| 29 czerwca 1930  | CA Estudiantes – Estudiantes La Plata 4:1                                         |
| 29 czerwca 1930  | Sportivo Barracas Buenos Aires – Club Argentino de Banfield 1:2                   |
| 29 czerwca 1930  | River Plate – Colegiales Buenos Aires 4:0 Ganduglia (2), Vicente Locasso, Debatte |
| 29 czerwca 1930  | Racing Club de Avellaneda – CA Platense 3:2                                       |
| 29 czerwca 1930  | San Isidro Buenos Aires – Atlanta Buenos Aires 1:1                                |
| 29 czerwca 1930  | Quilmes Athletic Buenos Aires – Honor y Patria Buenos Aires 6:0                   |
| 29 czerwca 1930  | Argentinos Juniors – Club El Porvenir 2:1 ?, ? – Alejandro N. de los Santos k     |
| 29 czerwca 1930  | CA Tigre – CA Huracán 1:2                                                         |
| 2 listopada 1930 | Argentino del Sud Buenos Aires – Excursionistas Buenos Aires 0:2                  |

### Kolejka 14
| Data             | Mecz |
| ---------------- | --- |
| 17 sierpnia 1930 | CA Tigre – Barracas Central Buenos Aires 1:1 |
| 17 sierpnia 1930 | CA Huracán – Argentinos Juniors 1:0 |
| 17 sierpnia 1930 | Club El Porvenir – Quilmes Athletic Buenos Aires 2:2 Arturo Naveira, Pérez – ?, ?                                                                           |
| 17 sierpnia 1930 | Honor y Patria Buenos Aires – San Isidro Buenos Aires 1:1                                                                                                   |
| 17 sierpnia 1930 | Atlanta Buenos Aires – Racing Club de Avellaneda 0:0 |
| 17 sierpnia 1930 | CA Platense – River Plate 1:2 ? – Granara Costa, Ganduglia                                                                                                  |
| 17 sierpnia 1930 | Colegiales Buenos Aires – Sportivo Barracas Buenos Aires 2:1                                                                                                |
| 17 sierpnia 1930 | Club Argentino de Banfield – CA Estudiantes 1:2 |
| 17 sierpnia 1930 | Estudiantes La Plata – Talleres Remedios de Escalada 3:0 |
| 17 sierpnia 1930 | Estudiantil Porteño Buenos Aires – CA Vélez Sarsfield 3:1                                                                                                   |
| 17 sierpnia 1930 | CA Banfield – Gimnasia y Esgrima La Plata 3:3 |
| 17 sierpnia 1930 | Ferro Carril Oeste – Almagro Buenos Aires 0:1 |
| 17 sierpnia 1930 | Boca Juniors – Defensores de Belgrano Buenos Aires 8:0 Domingo Tarasconi (2), Roberto Cherro, Mario Evaristo (2), Antonio Alberino, Manuel Fleitas Solich k |
| 17 sierpnia 1930 | Sportivo Buenos Aires – Chacarita Juniors 1:2 |
| 17 sierpnia 1930 | Independiente – Argentino del Sud Buenos Aires 2:0 |
| 17 sierpnia 1930 | Excursionistas Buenos Aires – Club Atlético Lanús 1:0 |
| 17 sierpnia 1930 | Argentino de CA Argentino de Quilmes – San Lorenzo de Almagro 1:5                                                                                           |
| 17 sierpnia 1930 | CS Palermo – San Fernando Buenos Aires 1:3 |

### Kolejka 15
| Data             | Mecz |
| ---------------- | --- |
| 24 sierpnia 1930 | Barracas Central Buenos Aires – CS Palermo 1:1                                                                                              |
| 24 sierpnia 1930 | San Fernando Buenos Aires – Argentino de CA Argentino de Quilmes 3:2                                                                        |
| 24 sierpnia 1930 | San Lorenzo de Almagro – Excursionistas Buenos Aires 5:1                                                                                    |
| 24 sierpnia 1930 | Club Atlético Lanús – Independiente 0:6 |
| 24 sierpnia 1930 | Argentino del Sud Buenos Aires – Sportivo Buenos Aires 0:0 mecz przerwany w 10 minucie – klub Argentino del Sud Buenos Aires stracił punkty |
| 24 sierpnia 1930 | Chacarita Juniors – Boca Juniors 2:3 Nin, Gaslini – Domingo Tarasconi (2), Mario Evaristo                                                   |
| 24 sierpnia 1930 | Defensores de Belgrano Buenos Aires – Ferro Carril Oeste 0:1                                                                                |
| 24 sierpnia 1930 | Almagro Buenos Aires – CA Banfield 0:1 |
| 24 sierpnia 1930 | Gimnasia y Esgrima La Plata – Estudiantil Porteño Buenos Aires 0:1                                                                          |
| 24 sierpnia 1930 | CA Vélez Sarsfield – Estudiantes La Plata 2:3                                                                                               |
| 24 sierpnia 1930 | Talleres Remedios de Escalada – Club Argentino de Banfield 2:1                                                                              |
| 24 sierpnia 1930 | CA Estudiantes – Colegiales Buenos Aires 1:0                                                                                                |
| 24 sierpnia 1930 | Sportivo Barracas Buenos Aires – CA Platense 0:0                                                                                            |
| 24 sierpnia 1930 | River Plate – Atlanta Buenos Aires 3:3 Ganduglia, Giglio, Debatte – ?, ?                                                                    |
| 24 sierpnia 1930 | Racing Club de Avellaneda – Honor y Patria Buenos Aires 4:1                                                                                 |
| 24 sierpnia 1930 | San Isidro Buenos Aires – Club El Porvenir 0:0                                                                                              |
| 24 sierpnia 1930 | Quilmes Athletic Buenos Aires – CA Huracán 2:1                                                                                              |
| 24 sierpnia 1930 | Argentinos Juniors – CA Tigre 1:1 |

### Kolejka 16
| Data             | Mecz |
| ---------------- | --- |
| 14 września 1930 | Argentinos Juniors – Barracas Central Buenos Aires 2:1                                                                      |
| 14 września 1930 | CA Tigre – Quilmes Athletic Buenos Aires 1:2                                                                                |
| 14 września 1930 | CA Huracán – San Isidro Buenos Aires 5:0                                                                                    |
| 14 września 1930 | Club El Porvenir – Racing Club de Avellaneda 1:3 José Gurrutchague – ?, ?                                                   |
| 14 września 1930 | Honor y Patria Buenos Aires – River Plate 0:5 Granara Costa (3), Ganduglia, Vicente Locasso                                 |
| 14 września 1930 | Atlanta Buenos Aires – Sportivo Barracas Buenos Aires 1:1                                                                   |
| 14 września 1930 | CA Platense – CA Estudiantes 3:1                                                                                            |
| 14 września 1930 | Colegiales Buenos Aires – Talleres Remedios de Escalada 0:0                                                                 |
| 14 września 1930 | Club Argentino de Banfield – CA Vélez Sarsfield 1:1                                                                         |
| 14 września 1930 | Estudiantes La Plata – Gimnasia y Esgrima La Plata 4:1                                                                      |
| 14 września 1930 | Estudiantil Porteño Buenos Aires – Almagro Buenos Aires 2:2                                                                 |
| 14 września 1930 | CA Banfield – Defensores de Belgrano Buenos Aires 4:1                                                                       |
| 14 września 1930 | Ferro Carril Oeste – Chacarita Juniors 1:1                                                                                  |
| 14 września 1930 | Boca Juniors – Argentino del Sud Buenos Aires 5:0 Manuel Fleitas Solich, Roberto Cherro, Mario Evaristo (2), Donato Penella |
| 14 września 1930 | Sportivo Buenos Aires – Club Atlético Lanús 2:0                                                                             |
| 14 września 1930 | Independiente – San Lorenzo de Almagro 2:4                                                                                  |
| 14 września 1930 | Excursionistas Buenos Aires – San Fernando Buenos Aires 1:1                                                                 |
| 14 września 1930 | Argentino de CA Argentino de Quilmes – CS Palermo 2:1                                                                       |

### Kolejka 17
| Data             | Mecz |
| ---------------- | --- |
| 21 września 1930 | Barracas Central Buenos Aires – Argentino de CA Argentino de Quilmes 1:0                                     |
| 21 września 1930 | CS Palermo – Excursionistas Buenos Aires 4:0                                                                 |
| 21 września 1930 | San Fernando Buenos Aires – Independiente 3:2                                                                |
| 21 września 1930 | San Lorenzo de Almagro – Sportivo Buenos Aires 2:5                                                           |
| 21 września 1930 | Club Atlético Lanús – Boca Juniors 0:2 Mario Evaristo, Domingo Tarasconi                                     |
| 21 września 1930 | Argentino del Sud Buenos Aires – Ferro Carril Oeste 0:1                                                      |
| 21 września 1930 | Chacarita Juniors – CA Banfield 2:3                                                                          |
| 21 września 1930 | Defensores de Belgrano Buenos Aires – Estudiantil Porteño Buenos Aires 2:3                                   |
| 21 września 1930 | Almagro Buenos Aires – Estudiantes La Plata 1:2                                                              |
| 21 września 1930 | Gimnasia y Esgrima La Plata – Club Argentino de Banfield 7:0                                                 |
| 21 września 1930 | CA Vélez Sarsfield – Colegiales Buenos Aires 2:1                                                             |
| 21 września 1930 | Talleres Remedios de Escalada – CA Platense 1:0                                                              |
| 21 września 1930 | CA Estudiantes – Atlanta Buenos Aires 1:0 mecz przerwany – niedokończony                                     |
| 21 września 1930 | Sportivo Barracas Buenos Aires – Honor y Patria Buenos Aires 4:0                                             |
| 21 września 1930 | River Plate – Club El Porvenir 3:2 Ganduglia, Vicente Locasso, Debatte – Juan C. Iribarren s, Arturo Naveira |
| 21 września 1930 | Racing Club de Avellaneda – CA Huracán 2:1                                                                   |
| 21 września 1930 | San Isidro Buenos Aires – CA Tigre 0:0                                                                       |
| 21 września 1930 | Quilmes Athletic Buenos Aires – Argentinos Juniors 1:0                                                       |

### Kolejka 18
| Data             | Mecz                                                                                             |
| ---------------- | ------------------------------------------------------------------------------------------------ |
| 28 września 1930 | Quilmes Athletic Buenos Aires – Barracas Central Buenos Aires 4:1                                |
| 28 września 1930 | Argentinos Juniors – San Isidro Buenos Aires 4:1                                                 |
| 28 września 1930 | CA Tigre – Racing Club de Avellaneda 3:0                                                         |
| 28 września 1930 | CA Huracán – River Plate 1:2 ? – Vicente Locasso, Ganduglia                                      |
| 28 września 1930 | Club El Porvenir – Sportivo Barracas Buenos Aires 1:5                                            |
| 28 września 1930 | Honor y Patria Buenos Aires – CA Estudiantes 0:1                                                 |
| 28 września 1930 | CA Platense – CA Vélez Sarsfield 0:0                                                             |
| 28 września 1930 | Colegiales Buenos Aires – Gimnasia y Esgrima La Plata 2:1                                        |
| 28 września 1930 | Club Argentino de Banfield – Almagro Buenos Aires 0:0                                            |
| 28 września 1930 | Estudiantes La Plata – Defensores de Belgrano Buenos Aires 6:1                                   |
| 28 września 1930 | Estudiantil Porteño Buenos Aires – Chacarita Juniors 1:3                                         |
| 28 września 1930 | CA Banfield – Argentino del Sud Buenos Aires 4:1                                                 |
| 28 września 1930 | Ferro Carril Oeste – Club Atlético Lanús 1:1                                                     |
| 28 września 1930 | Boca Juniors – San Lorenzo de Almagro 2:0 Mario Evaristo, Roberto Cherro                         |
| 28 września 1930 | Sportivo Buenos Aires – San Fernando Buenos Aires 2:0                                            |
| 28 września 1930 | Independiente – CS Palermo 3:1                                                                   |
| 28 września 1930 | Excursionistas Buenos Aires – Argentino de CA Argentino de Quilmes 0:2 J. Pereira, A. Cacciópoli |
| 2 listopada 1930 | Atlanta Buenos Aires – Talleres Remedios de Escalada 0:2                                         |

### Kolejka 19
| Data                | Mecz |
| ------------------- | --- |
| 5 października 1930 | Barracas Central Buenos Aires – Excursionistas Buenos Aires 3:0                                                                     |
| 5 października 1930 | Argentino de CA Argentino de Quilmes – Independiente 1:1                                                                            |
| 5 października 1930 | CS Palermo – Sportivo Buenos Aires 1:1                                                                                              |
| 5 października 1930 | San Fernando Buenos Aires – Boca Juniors 0:6 Roberto Cherro (2), Domingo Tarasconi, Saint Estévez s, Donato Penella, Mario Evaristo |
| 5 października 1930 | San Lorenzo de Almagro – Ferro Carril Oeste 2:3 Juan Maglio, Santiago Martín – Gainzarain (3)                                       |
| 5 października 1930 | Club Atlético Lanús – CA Banfield 2:3                                                                                               |
| 5 października 1930 | Argentino del Sud Buenos Aires – Estudiantil Porteño Buenos Aires 3:2                                                               |
| 5 października 1930 | Chacarita Juniors – Estudiantes La Plata 0:2                                                                                        |
| 5 października 1930 | Defensores de Belgrano Buenos Aires – Club Argentino de Banfield 0:2                                                                |
| 5 października 1930 | Almagro Buenos Aires – Colegiales Buenos Aires 3:1                                                                                  |
| 5 października 1930 | Gimnasia y Esgrima La Plata – CA Platense 3:1                                                                                       |
| 5 października 1930 | CA Vélez Sarsfield – Atlanta Buenos Aires 1:0                                                                                       |
| 5 października 1930 | Talleres Remedios de Escalada – Honor y Patria Buenos Aires 2:0                                                                     |
| 5 października 1930 | CA Estudiantes – Club El Porvenir 4:1 ?, ? – Arturo Naveira                                                                         |
| 5 października 1930 | Sportivo Barracas Buenos Aires – CA Huracán 2:3                                                                                     |
| 5 października 1930 | River Plate – CA Tigre 4:2 Ganduglia, Granara Costa, Debatte, Gondar k – ?, ?                                                       |
| 5 października 1930 | Racing Club de Avellaneda – Argentinos Juniors 0:0                                                                                  |
| 5 października 1930 | San Isidro Buenos Aires – Quilmes Athletic Buenos Aires 0:2                                                                         |

### Kolejka 20
| Data                 | Mecz                                                              |
| -------------------- | ----------------------------------------------------------------- |
| 12 października 1930 | San Isidro Buenos Aires – Barracas Central Buenos Aires 0:0       |
| 12 października 1930 | Quilmes Athletic Buenos Aires – Racing Club de Avellaneda 1:4     |
| 12 października 1930 | Argentinos Juniors – River Plate 1:1 ? – Ganduglia                |
| 12 października 1930 | CA Tigre – Sportivo Barracas Buenos Aires 2:3                     |
| 12 października 1930 | CA Huracán – CA Estudiantes 6:0                                   |
| 12 października 1930 | Club El Porvenir – Talleres Remedios de Escalada 0:0              |
| 12 października 1930 | Honor y Patria Buenos Aires – CA Vélez Sarsfield 0:1              |
| 12 października 1930 | Atlanta Buenos Aires – Gimnasia y Esgrima La Plata 1:3            |
| 12 października 1930 | CA Platense – Almagro Buenos Aires 0:0                            |
| 12 października 1930 | Colegiales Buenos Aires – Defensores de Belgrano Buenos Aires 0:0 |
| 12 października 1930 | Club Argentino de Banfield – Chacarita Juniors 1:2                |
| 12 października 1930 | Estudiantes La Plata – Argentino del Sud Buenos Aires 6:0         |
| 12 października 1930 | Estudiantil Porteño Buenos Aires – Club Atlético Lanús 2:1        |
| 12 października 1930 | CA Banfield – San Lorenzo de Almagro 3:2                          |
| 12 października 1930 | Ferro Carril Oeste – San Fernando Buenos Aires 2:1                |
| 12 października 1930 | Boca Juniors – CS Palermo 2:0 Domingo Tarasconi, Roberto Cherro   |
| 12 października 1930 | Sportivo Buenos Aires – Argentino de CA Argentino de Quilmes 1:1  |
| 12 października 1930 | Independiente – Excursionistas Buenos Aires 2:1                   |

### Kolejka 21
| Data                 | Mecz                                                                                             |
| -------------------- | ------------------------------------------------------------------------------------------------ |
| 19 października 1930 | Barracas Central Buenos Aires – Independiente 1:0 mecz przerwany – niedokończony                 |
| 19 października 1930 | Excursionistas Buenos Aires – Sportivo Buenos Aires 0:1 mecz przerwany – niedokończony           |
| 19 października 1930 | Argentino de CA Argentino de Quilmes – Boca Juniors 0:2 Domingo Tarasconi, Donato Penella        |
| 19 października 1930 | CS Palermo – Ferro Carril Oeste 2:2                                                              |
| 19 października 1930 | San Fernando Buenos Aires – CA Banfield 1:2                                                      |
| 19 października 1930 | San Lorenzo de Almagro – Estudiantil Porteño Buenos Aires 3:1 mecz przerwany – niedokończony     |
| 19 października 1930 | Club Atlético Lanús – Estudiantes La Plata 0:3                                                   |
| 19 października 1930 | Argentino del Sud Buenos Aires – Club Argentino de Banfield 0:1                                  |
| 19 października 1930 | Chacarita Juniors – Colegiales Buenos Aires 3:0                                                  |
| 19 października 1930 | Defensores de Belgrano Buenos Aires – CA Platense 1:2                                            |
| 19 października 1930 | Almagro Buenos Aires – Atlanta Buenos Aires 1:4                                                  |
| 19 października 1930 | Gimnasia y Esgrima La Plata – Honor y Patria Buenos Aires 5:1                                    |
| 19 października 1930 | CA Vélez Sarsfield – Club El Porvenir 2:1 ?, ? – Alejandro N. de los Santos                      |
| 19 października 1930 | Talleres Remedios de Escalada – CA Huracán 2:2                                                   |
| 19 października 1930 | CA Estudiantes – CA Tigre 2:3                                                                    |
| 19 października 1930 | Sportivo Barracas Buenos Aires – Argentinos Juniors 1:0                                          |
| 19 października 1930 | River Plate – Quilmes Athletic Buenos Aires 4:1 Giglio, Vicente Locasso, Gondar k, Ganduglia – ? |
| 19 października 1930 | Racing Club de Avellaneda – San Isidro Buenos Aires 6:1                                          |

### Kolejka 22
| Data                 | Mecz                                                                               |
| -------------------- | ---------------------------------------------------------------------------------- |
| 26 października 1930 | Racing Club de Avellaneda – Barracas Central Buenos Aires 4:1                      |
| 26 października 1930 | San Isidro Buenos Aires – River Plate 1:2 ? – Giglio, Ganduglia                    |
| 26 października 1930 | Quilmes Athletic Buenos Aires – Sportivo Barracas Buenos Aires 0:0                 |
| 26 października 1930 | Argentinos Juniors – CA Estudiantes 1:1                                            |
| 26 października 1930 | CA Tigre – Talleres Remedios de Escalada 0:0                                       |
| 26 października 1930 | CA Huracán – CA Vélez Sarsfield 1:1                                                |
| 26 października 1930 | Club El Porvenir – Gimnasia y Esgrima La Plata 1:2 Arturo Naveira – ?, ?           |
| 26 października 1930 | Honor y Patria Buenos Aires – Almagro Buenos Aires 1:3                             |
| 26 października 1930 | Atlanta Buenos Aires – Defensores de Belgrano Buenos Aires 2:2                     |
| 26 października 1930 | CA Platense – Chacarita Juniors 2:2                                                |
| 26 października 1930 | Colegiales Buenos Aires – Argentino del Sud Buenos Aires 1:0                       |
| 26 października 1930 | Club Argentino de Banfield – Club Atlético Lanús 2:1                               |
| 26 października 1930 | Estudiantes La Plata – San Lorenzo de Almagro 2:1                                  |
| 26 października 1930 | Estudiantil Porteño Buenos Aires – San Fernando Buenos Aires 0:1                   |
| 26 października 1930 | CA Banfield – CS Palermo 3:1                                                       |
| 26 października 1930 | Ferro Carril Oeste – Argentino de CA Argentino de Quilmes 1:1                      |
| 26 października 1930 | Boca Juniors – Excursionistas Buenos Aires 2:1 Domingo Tarasconi (2, 1k) – Belis k |
| 26 października 1930 | Sportivo Buenos Aires – Independiente 1:1                                          |

### Kolejka 23
| Data             | Mecz                                                                                         |
| ---------------- | -------------------------------------------------------------------------------------------- |
| 9 listopada 1930 | Barracas Central Buenos Aires – Sportivo Buenos Aires 0:3                                    |
| 9 listopada 1930 | Independiente – Boca Juniors 3:1 Seoane (3, 1k) – Roberto Cherro                             |
| 9 listopada 1930 | Excursionistas Buenos Aires – Ferro Carril Oeste 1:1 punkty przyznano klubowi Excursionistas |
| 9 listopada 1930 | Argentino de CA Argentino de Quilmes – CA Banfield 1:4                                       |
| 9 listopada 1930 | CS Palermo – Estudiantil Porteño Buenos Aires 0:3                                            |
| 9 listopada 1930 | San Fernando Buenos Aires – Estudiantes La Plata 1:4                                         |
| 9 listopada 1930 | San Lorenzo de Almagro – Club Argentino de Banfield 7:0                                      |
| 9 listopada 1930 | Club Atlético Lanús – Colegiales Buenos Aires 3:1                                            |
| 9 listopada 1930 | Argentino del Sud Buenos Aires – CA Platense 0:2                                             |
| 9 listopada 1930 | Chacarita Juniors – Atlanta Buenos Aires 0:1                                                 |
| 9 listopada 1930 | Defensores de Belgrano Buenos Aires – Honor y Patria Buenos Aires 3:0                        |
| 9 listopada 1930 | Almagro Buenos Aires – Club El Porvenir 2:0                                                  |
| 9 listopada 1930 | Gimnasia y Esgrima La Plata – CA Huracán 2:1                                                 |
| 9 listopada 1930 | CA Vélez Sarsfield – CA Tigre 1:0                                                            |
| 9 listopada 1930 | Talleres Remedios de Escalada – Argentinos Juniors 1:1                                       |
| 9 listopada 1930 | CA Estudiantes – Quilmes Athletic Buenos Aires 6:2                                           |
| 9 listopada 1930 | Sportivo Barracas Buenos Aires – San Isidro Buenos Aires 2:1                                 |
| 9 listopada 1930 | River Plate – Racing Club de Avellaneda 1:0 Vicente Locasso                                  |

### Kolejka 24
| Data              | Mecz                                                                                     |
| ----------------- | ---------------------------------------------------------------------------------------- |
| 16 listopada 1930 | River Plate – Barracas Central Buenos Aires 1:0 Vicente Locasso                          |
| 16 listopada 1930 | Racing Club de Avellaneda – Sportivo Barracas Buenos Aires 1:0                           |
| 16 listopada 1930 | San Isidro Buenos Aires – CA Estudiantes 0:0                                             |
| 16 listopada 1930 | Quilmes Athletic Buenos Aires – Talleres Remedios de Escalada 4:0                        |
| 16 listopada 1930 | Argentinos Juniors – CA Vélez Sarsfield 1:3                                              |
| 16 listopada 1930 | CA Tigre – Gimnasia y Esgrima La Plata 1:3                                               |
| 16 listopada 1930 | CA Huracán – Almagro Buenos Aires 2:0                                                    |
| 16 listopada 1930 | Club El Porvenir – Defensores de Belgrano Buenos Aires 2:4 Chozas, Arturo Naveira – ?, ? |
| 16 listopada 1930 | Honor y Patria Buenos Aires – Chacarita Juniors 2:1                                      |
| 16 listopada 1930 | Atlanta Buenos Aires – Argentino del Sud Buenos Aires 2:0                                |
| 16 listopada 1930 | CA Platense – Club Atlético Lanús 3:0                                                    |
| 16 listopada 1930 | Colegiales Buenos Aires – San Lorenzo de Almagro 0:3                                     |
| 16 listopada 1930 | Club Argentino de Banfield – San Fernando Buenos Aires 4:1                               |
| 16 listopada 1930 | Estudiantes La Plata – CS Palermo 5:1                                                    |
| 16 listopada 1930 | Estudiantil Porteño Buenos Aires – Argentino de CA Argentino de Quilmes 4:2              |
| 16 listopada 1930 | CA Banfield – Excursionistas Buenos Aires 2:0                                            |
| 16 listopada 1930 | Ferro Carril Oeste – Independiente 2:2                                                   |
| 16 listopada 1930 | Boca Juniors – Sportivo Buenos Aires 2:0 Roberto Cherro (2)                              |

### Kolejka 25
| Data              | Mecz                                                                                    |
| ----------------- | --------------------------------------------------------------------------------------- |
| 23 listopada 1930 | Barracas Central Buenos Aires – Boca Juniors 0:2 Domingo Tarasconi, Ricardo Sarco       |
| 23 listopada 1930 | Sportivo Buenos Aires – Ferro Carril Oeste 2:1                                          |
| 23 listopada 1930 | Independiente – CA Banfield 0:3                                                         |
| 23 listopada 1930 | Excursionistas Buenos Aires – Estudiantil Porteño Buenos Aires 2:1                      |
| 23 listopada 1930 | Argentino de CA Argentino de Quilmes – Estudiantes La Plata 1:1                         |
| 23 listopada 1930 | CS Palermo – Club Argentino de Banfield 0:2                                             |
| 23 listopada 1930 | San Fernando Buenos Aires – Colegiales Buenos Aires 1:0                                 |
| 23 listopada 1930 | San Lorenzo de Almagro – CA Platense 3:1                                                |
| 23 listopada 1930 | Club Atlético Lanús – Atlanta Buenos Aires 1:2                                          |
| 23 listopada 1930 | Argentino del Sud Buenos Aires – Honor y Patria Buenos Aires 1:2                        |
| 23 listopada 1930 | Chacarita Juniors – Club El Porvenir 3:2 ?, ? – Mario Artel, Alejandro N. de los Santos |
| 23 listopada 1930 | Defensores de Belgrano Buenos Aires – CA Huracán 2:1                                    |
| 23 listopada 1930 | Almagro Buenos Aires – CA Tigre 1:2                                                     |
| 23 listopada 1930 | Gimnasia y Esgrima La Plata – Argentinos Juniors 2:1                                    |
| 23 listopada 1930 | CA Vélez Sarsfield – Quilmes Athletic Buenos Aires 0:1                                  |
| 23 listopada 1930 | Talleres Remedios de Escalada – San Isidro Buenos Aires 5:1                             |
| 23 listopada 1930 | CA Estudiantes – Racing Club de Avellaneda 2:0                                          |
| 23 listopada 1930 | Sportivo Barracas Buenos Aires – River Plate 0:1 Ganduglia                              |

### Kolejka 26
| Data              | Mecz                                                                                               |
| ----------------- | -------------------------------------------------------------------------------------------------- |
| 30 listopada 1930 | Sportivo Barracas Buenos Aires – Barracas Central Buenos Aires 5:1                                 |
| 30 listopada 1930 | River Plate – CA Estudiantes 2:0 Gondar k, Ganduglia                                               |
| 30 listopada 1930 | Racing Club de Avellaneda – Talleres Remedios de Escalada walkower dla Talleres Racing wycofał się |
| 30 listopada 1930 | San Isidro Buenos Aires – CA Vélez Sarsfield 3:0                                                   |
| 30 listopada 1930 | Quilmes Athletic Buenos Aires – Gimnasia y Esgrima La Plata 0:1                                    |
| 30 listopada 1930 | Argentinos Juniors – Almagro Buenos Aires 2:1                                                      |
| 30 listopada 1930 | CA Tigre – Defensores de Belgrano Buenos Aires 0:1                                                 |
| 30 listopada 1930 | CA Huracán – Chacarita Juniors 1:4                                                                 |
| 30 listopada 1930 | Club El Porvenir – Argentino del Sud Buenos Aires 1:0 José Gurrutchague                            |
| 30 listopada 1930 | Honor y Patria Buenos Aires – Club Atlético Lanús 0:2                                              |
| 30 listopada 1930 | Atlanta Buenos Aires – San Lorenzo de Almagro 1:3                                                  |
| 30 listopada 1930 | CA Platense – San Fernando Buenos Aires 2:1                                                        |
| 30 listopada 1930 | Colegiales Buenos Aires – CS Palermo 2:1                                                           |
| 30 listopada 1930 | Club Argentino de Banfield – Argentino de CA Argentino de Quilmes 1:1                              |
| 30 listopada 1930 | Estudiantes La Plata – Excursionistas Buenos Aires 6:0 mecz przerwany w 45 minucie – niedokończony |
| 30 listopada 1930 | Estudiantil Porteño Buenos Aires – Independiente 2:2                                               |
| 30 listopada 1930 | CA Banfield – Sportivo Buenos Aires 0:0                                                            |
| 30 listopada 1930 | Ferro Carril Oeste – Boca Juniors 0:4 Adolfo Pedemonte, Esteban Kuko, Domingo Tarasconi (2)        |

### Kolejka 27
| Data             | Mecz |
| ---------------- | --- |
| 2 listopada 1930 | CA Vélez Sarsfield – Racing Club de Avellaneda 1:3                                                                   |
| 6 grudnia 1930   | Talleres Remedios de Escalada – River Plate 1:0                                                                      |
| 7 grudnia 1930   | Boca Juniors – CA Banfield 6:1 Antonio Alberino, Domingo Tarasconi (2), Mario Evaristo, Roberto Cherro (2) – Castro  |
| 7 grudnia 1930   | Sportivo Buenos Aires – Estudiantil Porteño Buenos Aires 0:2                                                         |
| 7 grudnia 1930   | Independiente – Estudiantes La Plata 3:2                                                                             |
| 7 grudnia 1930   | Excursionistas Buenos Aires – Club Argentino de Banfield 3:1                                                         |
| 7 grudnia 1930   | Argentino de CA Argentino de Quilmes – Colegiales Buenos Aires 1:0                                                   |
| 7 grudnia 1930   | CS Palermo – CA Platense 0:0                                                                                         |
| 7 grudnia 1930   | Barracas Central Buenos Aires – Ferro Carril Oeste 0:1 mecz przerwany w 45 minucie – dokończony 5 kwietnia 1931 roku |
| 7 grudnia 1930   | San Fernando Buenos Aires – Atlanta Buenos Aires 1:1                                                                 |
| 7 grudnia 1930   | San Lorenzo de Almagro – Honor y Patria Buenos Aires 4:1                                                             |
| 7 grudnia 1930   | Club Atlético Lanús – Club El Porvenir 1:1 ? – Arturo Naveira                                                        |
| 7 grudnia 1930   | Argentino del Sud Buenos Aires – CA Huracán 0:4                                                                      |
| 7 grudnia 1930   | Chacarita Juniors – CA Tigre 2:0                                                                                     |
| 7 grudnia 1930   | Defensores de Belgrano Buenos Aires – Argentinos Juniors 3:2                                                         |
| 7 grudnia 1930   | Almagro Buenos Aires – Quilmes Athletic Buenos Aires 1:0                                                             |
| 7 grudnia 1930   | Gimnasia y Esgrima La Plata – San Isidro Buenos Aires 4:0                                                            |
| 7 grudnia 1930   | CA Estudiantes – Sportivo Barracas Buenos Aires 0:2                                                                  |
| 5 kwietnia 1931  | Barracas Central Buenos Aires – Ferro Carril Oeste 2:1 dokonczenie drugiej połowy meczu z 7 grudnia 1930 roku        |

### Kolejka 28
| Data            | Mecz |
| --------------- | --- |
| 14 grudnia 1930 | CA Estudiantes – Barracas Central Buenos Aires 4:1                                                                                    |
| 14 grudnia 1930 | Sportivo Barracas Buenos Aires – Talleres Remedios de Escalada 2:2                                                                    |
| 14 grudnia 1930 | River Plate – CA Vélez Sarsfield 3:0 Vicente Locasso (2), Gondar                                                                      |
| 14 grudnia 1930 | Racing Club de Avellaneda – Gimnasia y Esgrima La Plata 2:0                                                                           |
| 14 grudnia 1930 | San Isidro Buenos Aires – Almagro Buenos Aires 0:0                                                                                    |
| 14 grudnia 1930 | CA Tigre – Argentino del Sud Buenos Aires 5:0                                                                                         |
| 14 grudnia 1930 | CA Huracán – Club Atlético Lanús 1:1                                                                                                  |
| 14 grudnia 1930 | Atlanta Buenos Aires – CS Palermo 2:1                                                                                                 |
| 14 grudnia 1930 | CA Platense – Argentino de CA Argentino de Quilmes 1:1                                                                                |
| 14 grudnia 1930 | Colegiales Buenos Aires – Excursionistas Buenos Aires 3:2                                                                             |
| 14 grudnia 1930 | Estudiantes La Plata – Sportivo Buenos Aires 4:0 mecz przerwany w 75 minucie – niedokończony                                          |
| 14 grudnia 1930 | Quilmes Athletic Buenos Aires – Defensores de Belgrano Buenos Aires 0:0 mecz przerwany w 42 minucie – powtórzony 28 grudnia 1930 roku |
| 14 grudnia 1930 | Argentinos Juniors – Chacarita Juniors 1:1 mecz przerwany w 45 minucie – powtórzony 28 grudnia 1930 roku                              |
| 14 grudnia 1930 | Club El Porvenir – San Lorenzo de Almagro 2:2 mecz przerwany w 55 minucie – powtórzony 28 grudnia 1930 roku                           |
| 14 grudnia 1930 | Club Argentino de Banfield – Independiente 0:1 mecz przerwany w 45 minucie – dokończony 28 grudnia 1930 roku                          |
| 14 grudnia 1930 | Estudiantil Porteño Buenos Aires – Boca Juniors 2:1 mecz przerwany w 45 minucie – dokończony 28 grudnia 1930 roku                     |
| 14 grudnia 1930 | CA Banfield – Ferro Carril Oeste 2:0 mecz przerwany w 45 minucie – dokończony 28 grudnia 1930 roku                                    |
| 28 grudnia 1930 | Quilmes Athletic Buenos Aires – Defensores de Belgrano Buenos Aires 2:0 powtórzenie przerwanego meczu z 14 grudnia 1930 roku          |
| 28 grudnia 1930 | Argentinos Juniors – Chacarita Juniors 1:0 powtórzenie przerwanego meczu z 14 grudnia 1930 roku                                       |
| 28 grudnia 1930 | Club El Porvenir – San Lorenzo de Almagro 0:5 powtórzenie przerwanego meczu z 14 grudnia 1930 roku                                    |
| 28 grudnia 1930 | Club Argentino de Banfield – Independiente 0:2                                                                                        |
| 28 grudnia 1930 | Estudiantil Porteño Buenos Aires – Boca Juniors 3:3 Devicenzi (3) – Antonio Alberico, Domingo Tarasconi, Adolfo Pedemonte             |
| 28 grudnia 1930 | CA Banfield – Ferro Carril Oeste 3:1                                                                                                  |
| 28 grudnia 1930 | Honor y Patria Buenos Aires – San Fernando Buenos Aires 3:4                                                                           |

### Kolejka 29
| Data            | Mecz |
| --------------- | --- |
| 21 grudnia 1930 | Barracas Central Buenos Aires – CA Banfield 2:1                                                                 |
| 21 grudnia 1930 | Ferro Carril Oeste – Estudiantil Porteño Buenos Aires 1:1                                                       |
| 21 grudnia 1930 | Boca Juniors – Estudiantes La Plata 2:1 Domingo Tarasconi, Roberto Cherro – Alejandro Scopelli                  |
| 21 grudnia 1930 | Sportivo Buenos Aires – Club Argentino de Banfield 2:1                                                          |
| 21 grudnia 1930 | Independiente – Colegiales Buenos Aires 4:1                                                                     |
| 21 grudnia 1930 | Excursionistas Buenos Aires – CA Platense 2:1                                                                   |
| 21 grudnia 1930 | CS Palermo – Honor y Patria Buenos Aires 2:0                                                                    |
| 21 grudnia 1930 | San Fernando Buenos Aires – Club El Porvenir 0:2 Alejandro N. de los Santos, Arturo Naveira                     |
| 21 grudnia 1930 | San Lorenzo de Almagro – CA Huracán 3:1 J. B. Cortecci (2), Alfredo Carricaberry – Concheiro                    |
| 21 grudnia 1930 | Club Atlético Lanús – CA Tigre 2:0                                                                              |
| 21 grudnia 1930 | Argentino del Sud Buenos Aires – Argentinos Juniors 0:3                                                         |
| 21 grudnia 1930 | Chacarita Juniors – Quilmes Athletic Buenos Aires 5:1                                                           |
| 21 grudnia 1930 | Defensores de Belgrano Buenos Aires – San Isidro Buenos Aires 2:1 mecz przerwany w 75 minucie – niedokończony   |
| 21 grudnia 1930 | Almagro Buenos Aires – Racing Club de Avellaneda 1:1                                                            |
| 21 grudnia 1930 | Gimnasia y Esgrima La Plata – River Plate 1:0                                                                   |
| 21 grudnia 1930 | CA Vélez Sarsfield – Sportivo Barracas Buenos Aires 1:1                                                         |
| 21 grudnia 1930 | Talleres Remedios de Escalada – CA Estudiantes 3:1                                                              |
| 21 grudnia 1930 | Argentino de CA Argentino de Quilmes – Atlanta Buenos Aires 2:3 Maceda, Cacciopoli – Delgado, Ordóńez, Iglesias |

### Kolejka 30
| Data             | Mecz |
| ---------------- | --- |
| 2 listopada 1930 | CA Tigre – San Lorenzo de Almagro 1:4                                                                              |
| 3 stycznia 1931  | CA Huracán – San Fernando Buenos Aires 3:3 mecz przerwany w 60 lub w 75 minucie – punkty przyznano klubowi Huracán |
| 6 stycznia 1931  | Club Argentino de Banfield – Boca Juniors 1:3 Moure – Roberto Cherro (2), Antonio Alberino                         |
| 1 marca 1931     | Talleres Remedios de Escalada – Barracas Central Buenos Aires 4:1                                                  |
| 1 marca 1931     | CA Estudiantes – CA Vélez Sarsfield 2:0                                                                            |
| 1 marca 1931     | Sportivo Barracas Buenos Aires – Gimnasia y Esgrima La Plata 2:1                                                   |
| 1 marca 1931     | River Plate – Almagro Buenos Aires 2:0 Ganduglia, Rival                                                            |
| 1 marca 1931     | Racing Club de Avellaneda – Defensores de Belgrano Buenos Aires 7:0                                                |
| 1 marca 1931     | San Isidro Buenos Aires – Chacarita Juniors 1:2                                                                    |
| 1 marca 1931     | Quilmes Athletic Buenos Aires – Argentino del Sud Buenos Aires 3:0                                                 |
| 1 marca 1931     | Argentinos Juniors – Club Atlético Lanús 1:0                                                                       |
| 1 marca 1931     | Club El Porvenir – CS Palermo 4:3                                                                                  |
| 1 marca 1931     | Honor y Patria Buenos Aires – Argentino de CA Argentino de Quilmes 1:2 A. Bellagamba – A. Trujillo, E. Maseda      |
| 1 marca 1931     | Atlanta Buenos Aires – Excursionistas Buenos Aires 0:0                                                             |
| 1 marca 1931     | CA Platense – Independiente 3:1                                                                                    |
| 1 marca 1931     | Colegiales Buenos Aires – Sportivo Buenos Aires 1:3                                                                |
| 1 marca 1931     | Estudiantes La Plata – Ferro Carril Oeste 5:1                                                                      |
| 1 marca 1931     | Estudiantil Porteño Buenos Aires – CA Banfield 1:3                                                                 |

### Kolejka 31
| Data            | Mecz                                                                                        |
| --------------- | ------------------------------------------------------------------------------------------- |
| 6 stycznia 1931 | Independiente – Atlanta Buenos Aires 1:0                                                    |
| 8 marca 1931    | Barracas Central Buenos Aires – Estudiantil Porteño Buenos Aires 1:1                        |
| 8 marca 1931    | CA Banfield – Estudiantes La Plata 1:3                                                      |
| 8 marca 1931    | Ferro Carril Oeste – Club Argentino de Banfield 3:0                                         |
| 8 marca 1931    | Boca Juniors – Colegiales Buenos Aires 4:0 Donato Penella, Roberto Cherro (2), Esteban Kuko |
| 8 marca 1931    | Sportivo Buenos Aires – CA Platense 1:0                                                     |
| 8 marca 1931    | Excursionistas Buenos Aires – Honor y Patria Buenos Aires 1:1                               |
| 8 marca 1931    | Argentino de CA Argentino de Quilmes – Club El Porvenir 2:3 ?, ? – Mario L. Lenders (3)     |
| 8 marca 1931    | CS Palermo – CA Huracán 3:2                                                                 |
| 8 marca 1931    | San Fernando Buenos Aires – CA Tigre 0:4                                                    |
| 8 marca 1931    | San Lorenzo de Almagro – Argentinos Juniors 1:0                                             |
| 8 marca 1931    | Club Atlético Lanús – Quilmes Athletic Buenos Aires 0:0                                     |
| 8 marca 1931    | Argentino del Sud Buenos Aires – San Isidro Buenos Aires 0:1                                |
| 8 marca 1931    | Chacarita Juniors – Racing Club de Avellaneda 0:3                                           |
| 8 marca 1931    | Defensores de Belgrano Buenos Aires – River Plate 2:1 ?, ? – Ganduglia                      |
| 8 marca 1931    | Almagro Buenos Aires – Sportivo Barracas Buenos Aires 2:0                                   |
| 8 marca 1931    | CA Vélez Sarsfield – Talleres Remedios de Escalada 0:3                                      |
| 5 kwietnia 1931 | Gimnasia y Esgrima La Plata – CA Estudiantes 2:1                                            |

### Kolejka 32
| Data          | Mecz |
| ------------- | --- |
| 15 marca 1931 | CA Vélez Sarsfield – Barracas Central Buenos Aires 0:0                                                            |
| 15 marca 1931 | Talleres Remedios de Escalada – Gimnasia y Esgrima La Plata 1:1                                                   |
| 15 marca 1931 | CA Estudiantes – Almagro Buenos Aires 3:1                                                                         |
| 15 marca 1931 | Sportivo Barracas Buenos Aires – Defensores de Belgrano Buenos Aires 4:3                                          |
| 15 marca 1931 | River Plate – Chacarita Juniors 0:0                                                                               |
| 15 marca 1931 | Racing Club de Avellaneda – Argentino del Sud Buenos Aires 7:0                                                    |
| 15 marca 1931 | San Isidro Buenos Aires – Club Atlético Lanús 2:2                                                                 |
| 15 marca 1931 | Quilmes Athletic Buenos Aires – San Lorenzo de Almagro 1:4                                                        |
| 15 marca 1931 | Argentinos Juniors – San Fernando Buenos Aires 1:1                                                                |
| 15 marca 1931 | CA Tigre – CS Palermo 2:2                                                                                         |
| 15 marca 1931 | CA Huracán – Argentino de CA Argentino de Quilmes 5:1                                                             |
| 15 marca 1931 | Club El Porvenir – Excursionistas Buenos Aires 4:1                                                                |
| 15 marca 1931 | Honor y Patria Buenos Aires – Independiente 1:2                                                                   |
| 15 marca 1931 | Atlanta Buenos Aires – Sportivo Buenos Aires 2:1                                                                  |
| 15 marca 1931 | CA Platense – Boca Juniors 2:5 Quilindro, A. García k – Donato Penella k, Antonio Alberino, Domingo Tarasconi (3) |
| 15 marca 1931 | Colegiales Buenos Aires – Ferro Carril Oeste 3:1                                                                  |
| 15 marca 1931 | Club Argentino de Banfield – Banfield 1:5                                                                         |
| 15 marca 1931 | Estudiantes La Plata – Estudiantil Porteño Buenos Aires 5:1                                                       |

### Kolejka 33
| Data          | Mecz |
| ------------- | --- |
| 22 marca 1931 | Barracas Central Buenos Aires – Estudiantes La Plata 0:1                                                              |
| 22 marca 1931 | Estudiantil Porteño Buenos Aires – Club Argentino de Banfield 1:2                                                     |
| 22 marca 1931 | CA Banfield – Colegiales Buenos Aires 3:1                                                                             |
| 22 marca 1931 | Ferro Carril Oeste – CA Platense 1:2                                                                                  |
| 22 marca 1931 | Boca Juniors – Atlanta Buenos Aires 4:1 Antonio Alberino, Donato Penella, Roberto Cherro, Domingo Tarasconi – Tibaldi |
| 22 marca 1931 | Sportivo Buenos Aires – Honor y Patria Buenos Aires 6:1                                                               |
| 22 marca 1931 | Independiente – Club El Porvenir 1:1 ? – Mario Lenders                                                                |
| 22 marca 1931 | Excursionistas Buenos Aires – CA Huracán 3:0                                                                          |
| 22 marca 1931 | Argentino de CA Argentino de Quilmes – CA Tigre 4:2                                                                   |
| 22 marca 1931 | CS Palermo – Argentinos Juniors 3:3                                                                                   |
| 22 marca 1931 | San Fernando Buenos Aires – Quilmes Athletic Buenos Aires 2:2                                                         |
| 22 marca 1931 | San Lorenzo de Almagro – San Isidro Buenos Aires 2:1                                                                  |
| 22 marca 1931 | Club Atlético Lanús – Racing Club de Avellaneda 0:4                                                                   |
| 22 marca 1931 | Argentino del Sud Buenos Aires – River Plate 0:5 Ganduglia (3), Gondar, Vicente Locasso                               |
| 22 marca 1931 | Chacarita Juniors – Sportivo Barracas Buenos Aires 0:3                                                                |
| 22 marca 1931 | Defensores de Belgrano Buenos Aires – CA Estudiantes 3:1                                                              |
| 22 marca 1931 | Almagro Buenos Aires – Talleres Remedios de Escalada 1:3                                                              |
| 22 marca 1931 | Gimnasia y Esgrima La Plata – CA Vélez Sarsfield 4:1                                                                  |

### Kolejka 34
| Data          | Mecz |
| ------------- | --- |
| 29 marca 1931 | Gimnasia y Esgrima La Plata – Barracas Central Buenos Aires 2:0                                                                                |
| 29 marca 1931 | CA Vélez Sarsfield – Almagro Buenos Aires 0:0                                                                                                  |
| 29 marca 1931 | Talleres Remedios de Escalada – Defensores de Belgrano Buenos Aires 1:0                                                                        |
| 29 marca 1931 | CA Estudiantes – Chacarita Juniors 1:1 |
| 29 marca 1931 | Sportivo Barracas Buenos Aires – Argentino del Sud Buenos Aires walkower Sportivo Barracas drużyna Argentino del Sud Buenos Aires wycofała się |
| 29 marca 1931 | River Plate – Club Atlético Lanús 0:0 |
| 29 marca 1931 | Racing Club de Avellaneda – San Lorenzo de Almagro 2:3                                                                                         |
| 29 marca 1931 | San Isidro Buenos Aires – San Fernando Buenos Aires 2:0                                                                                        |
| 29 marca 1931 | Quilmes Athletic Buenos Aires – CS Palermo 0:1                                                                                                 |
| 29 marca 1931 | Argentinos Juniors – Argentino de CA Argentino de Quilmes 2:1                                                                                  |
| 29 marca 1931 | CA Tigre – Excursionistas Buenos Aires 2:1 |
| 29 marca 1931 | CA Huracán – Independiente 1:1 |
| 29 marca 1931 | Club El Porvenir – Sportivo Buenos Aires 2:5 Mario Lenders, José Gurrutchague – ?, ?                                                           |
| 29 marca 1931 | Honor y Patria Buenos Aires – Boca Juniors 1:9 Fontanini – Roberto Cherro (7), Antonio Alberino, J. Tomero s                                   |
| 29 marca 1931 | Atlanta Buenos Aires – Ferro Carril Oeste 0:0                                                                                                  |
| 29 marca 1931 | CA Platense – CA Banfield 2:1 |
| 29 marca 1931 | Colegiales Buenos Aires – Estudiantil Porteño Buenos Aires 5:1                                                                                 |
| 29 marca 1931 | Club Argentino de Banfield – Estudiantes La Plata 1:5                                                                                          |

### Kolejka 35
| Data             | Mecz |
| ---------------- | --- |
| 2 listopada 1930 | Sportivo Buenos Aires – CA Huracán 2:2                                                                                            |
| 5 kwietnia 1931  | Boca Juniors – Club El Porvenir 3:2 Roberto Cherro (2), Domingo Tarasconi – Mario Lenders, Casimiro Pérez                         |
| 12 kwietnia 1931 | Barracas Central Buenos Aires – Club Argentino de Banfield 3:0                                                                    |
| 12 kwietnia 1931 | Estudiantes La Plata – Colegiales Buenos Aires 5:0                                                                                |
| 12 kwietnia 1931 | Estudiantil Porteño Buenos Aires – CA Platense 3:1                                                                                |
| 12 kwietnia 1931 | CA Banfield – Atlanta Buenos Aires 4:2                                                                                            |
| 12 kwietnia 1931 | Ferro Carril Oeste – Honor y Patria Buenos Aires walkower dla Ferro Carril Oeste drużyna Honor y Patria Buenos Aires wycofała się |
| 12 kwietnia 1931 | Independiente – CA Tigre 3:1 |
| 12 kwietnia 1931 | Excursionistas Buenos Aires – Argentinos Juniors 1:1                                                                              |
| 12 kwietnia 1931 | Argentino de CA Argentino de Quilmes – Quilmes Athletic Buenos Aires 0:1                                                          |
| 12 kwietnia 1931 | CS Palermo – San Isidro Buenos Aires 1:0                                                                                          |
| 12 kwietnia 1931 | San Fernando Buenos Aires – Racing Club de Avellaneda walkower dla San Fernando Buenos Aires drużyna Racing wycofała się          |
| 12 kwietnia 1931 | San Lorenzo de Almagro – River Plate 2:2 ?, ? – Rival, Ganduglia                                                                  |
| 12 kwietnia 1931 | Club Atlético Lanús – Sportivo Barracas Buenos Aires 0:0                                                                          |
| 12 kwietnia 1931 | Argentino del Sud Buenos Aires – CA Estudiantes walkower dla Estudiantes drużyna Argentino del Sud Buenos Aires wycofała się      |
| 12 kwietnia 1931 | Chacarita Juniors – Talleres Remedios de Escalada 1:1                                                                             |
| 12 kwietnia 1931 | Defensores de Belgrano Buenos Aires – CA Vélez Sarsfield 5:0                                                                      |
| 12 kwietnia 1931 | Almagro Buenos Aires – Gimnasia y Esgrima La Plata walkower dla Almagro drużyna Gimnasia y Esgrima wycofała się                   |

### Końcowa tabela sezonu 1930
| Poz | Klub                                 | Mecze | Zw | Rem | Por | Pkt | BrZd | BrStr |
| --- | ------------------------------------ | ----- | -- | --- | --- | --- | ---- | ----- |
| 1   | Boca Juniors                         | 35    | 29 | 3   | 3   | 61  | 113  | 33    |
| 2   | Estudiantes La Plata                 | 35    | 27 | 2   | 6   | 56  | 113  | 39    |
| 3   | River Plate                          | 35    | 22 | 8   | 5   | 52  | 66   | 29    |
| 4   | San Lorenzo de Almagro               | 35    | 23 | 5   | 7   | 51  | 96   | 43    |
| 5   | Talleres Remedios de Escalada        | 35    | 21 | 9   | 5   | 51  | 56   | 34    |
| 6   | Racing Club de Avellaneda            | 35    | 22 | 5   | 8   | 49  | 82   | 30    |
| 7   | Independiente                        | 35    | 18 | 11  | 6   | 47  | 71   | 41    |
| 8   | Gimnasia y Esgrima La Plata          | 35    | 19 | 4   | 12  | 42  | 72   | 42    |
| 9   | Chacarita Juniors                    | 35    | 18 | 6   | 11  | 42  | 57   | 43    |
| 10  | Quilmes Athletic Buenos Aires        | 35    | 19 | 4   | 12  | 42  | 67   | 56    |
| 11  | Sportivo Buenos Aires                | 35    | 18 | 5   | 12  | 41  | 57   | 44    |
| 12  | CA Platense                          | 35    | 16 | 8   | 11  | 40  | 59   | 48    |
| 13  | CA Banfield                          | 35    | 19 | 2   | 14  | 40  | 68   | 62    |
| 14  | CA Huracán                           | 35    | 16 | 7   | 12  | 39  | 75   | 49    |
| 15  | CA Vélez Sarsfield                   | 35    | 13 | 10  | 12  | 36  | 45   | 49    |
| 16  | Sportivo Barracas Buenos Aires       | 35    | 13 | 9   | 13  | 35  | 54   | 49    |
| 17  | Argentinos Juniors                   | 35    | 12 | 11  | 12  | 35  | 46   | 43    |
| 18  | Ferro Carril Oeste                   | 35    | 13 | 8   | 14  | 34  | 45   | 55    |
| 19  | San Fernando Buenos Aires            | 35    | 13 | 7   | 15  | 33  | 47   | 63    |
| 20  | CA Tigre                             | 35    | 12 | 8   | 15  | 32  | 58   | 52    |
| 21  | Estudiantil Porteño Buenos Aires     | 35    | 13 | 6   | 16  | 32  | 66   | 67    |
| 22  | CA Estudiantes                       | 35    | 12 | 7   | 16  | 31  | 49   | 58    |
| 23  | Almagro Buenos Aires                 | 35    | 11 | 8   | 16  | 30  | 36   | 47    |
| 24  | Atlanta Buenos Aires                 | 35    | 10 | 10  | 15  | 30  | 43   | 63    |
| 25  | Club El Porvenir                     | 35    | 11 | 6   | 18  | 28  | 52   | 77    |
| 26  | Defensores de Belgrano Buenos Aires  | 35    | 12 | 4   | 19  | 28  | 50   | 75    |
| 27  | Excursionistas Buenos Aires          | 35    | 11 | 6   | 18  | 28  | 32   | 56    |
| 28  | Club Atlético Lanús                  | 35    | 8  | 11  | 16  | 27  | 39   | 54    |
| 29  | Barracas Central Buenos Aires        | 35    | 10 | 7   | 18  | 27  | 40   | 64    |
| 30  | Club Argentino de Banfield           | 35    | 9  | 8   | 18  | 26  | 33   | 69    |
| 31  | CS Palermo                           | 35    | 7  | 11  | 17  | 25  | 46   | 65    |
| 32  | Argentino de CA Argentino de Quilmes | 35    | 7  | 11  | 17  | 25  | 45   | 67    |
| 33  | Colegiales Buenos Aires              | 35    | 9  | 6   | 20  | 24  | 37   | 65    |
| 34  | San Isidro Buenos Aires              | 35    | 6  | 11  | 18  | 23  | 29   | 66    |
| 35  | Honor y Patria Buenos Aires          | 35    | 4  | 6   | 25  | 14  | 30   | 91    |
| 36  | Argentino del Sud Buenos Aires       | 35    | 1  | 2   | 32  | 4   | 14   | 100   |